# Reinhard Theimer
Reinhard Theimer (ur. 28 lutego 1948 w Berlinie, zm. 3 września 2020 w Hohen Neuendorf) – wschodnioniemiecki lekkoatleta, który specjalizował się w rzucie młotem.
W 1968 oraz 1972 startował w igrzyskach olimpijskich. Trzy razy stawał na podium mistrzostw Europy. Sześć razy – w latach 1968 – 1974 – poprawiał rekord NRD. W 1974 roku wynikiem 76,60 ustanowił nowy rekord świata. Rekord życiowy: 76,60 (4 lipca 1974, Lipsk).

## Osiągnięcia
| Rok  | Impreza                       | Miejsce   | Lokata      | Wynik |
| ---- | ----------------------------- | --------- | ----------- | ----- |
| 1966 | Europejskie igrzyska juniorów | Odessa    | 2. miejsce  | 60,10 |
| 1968 | Igrzyska olimpijskie          | Meksyk    | 7. miejsce  | 68,84 |
| 1969 | Mecz Polska – ZSRR – NRD      | Chorzów   | 1. miejsce  | 69,88 |
| 1969 | Mistrzostwa Europy            | Ateny     | 3. miejsce  | 72,02 |
| 1970 | Półfinał pucharu Europy       | Helsinki  | 1. miejsce  | 69,80 |
| 1970 | Finał pucharu Europy          | Sztokholm | 3. miejsce  | 69,32 |
| 1970 | Mecz NRD – Polska – ZSRR      | Erfurt    | 4. miejsce  | 68,14 |
| 1971 | Mistrzostwa Europy            | Helsinki  | 2. miejsce  | 71,80 |
| 1971 | Mecz ZSRR – Polska – NRD      | Moskwa    | 3. miejsce  | 72,62 |
| 1972 | Igrzyska olimpijskie          | Monachium | 13. miejsce | 69,16 |
| 1974 | Mistrzostwa Europy            | Rzym      | 3. miejsce  | 71,62 |